# Иловица
Иловица (мкд. Иловица) је насеље у Северној Македонији, у југоисточном делу државе. Иловица је у саставу општине Босилово.

## Географија
Иловица је смештена у југоисточном делу Северне Македоније. Од најближег града, Струмице, насеље је удаљено 15 km источно.
Насеље Иловица се налази у историјској области Струмица. Насеље је положено на северном ободу плодног Струмичког поља. Северно од насеља издиже се планина Огражден. Надморска висина насеља је приближно 290 метара.
Месна клима је блажи облик континенталне због близине Егејског мора (жарка лета).

## Становништво
Иловица је према последњем попису из 2021. године имала 1.551 становника. Турци су чинили већинско становништво насеља до средине 20. века, када су се спонтано иселили у матицу.
| Национални састав према попису из 2021.‍ | Национални састав према попису из 2021.‍ | Национални састав према попису из 2021.‍ | Национални састав према попису из 2021.‍ | Национални састав према попису из 2021.‍ |
| --------------------------------------- | --------------------------------------- | --------------------------------------- | --------------------------------------- | --------------------------------------- |
|                                         |                                         |                                         |                                         |                                         |
| Македонци                               | Македонци                               |                                         | 1.041                                   | 67,1%                                   |
| Турци                                   | Турци                                   |                                         | 297                                     | 19,1%                                   |
| непописани                              | непописани                              |                                         | 197                                     | 12,7%                                   |

Претежна вероисповест месног становништва је православље, а мањинска ислам.